# Eumegistus illustris
Eumegistus illustris es una especie de peces de la familia Bramidae en el orden de los Perciformes.

## Morfología
Los machos pueden llegar alcanzar los 47 cm de longitud total.

## Distribución geográfica
Se encuentra en el Pacífico (Okinawa, Fiyi, Tuvalu y Hawái) y al oeste de la región ecuatorial del  Índico.